# Palabras, promesas...
Palabras, promesas... es una recopilación de la cantante hispano-británica Jeanette, publicado en mayo de 1973 por la compañía discográfica Hispavox. Este se ideó para mantener a la cantante en la escena musical española quien adquirió notoriedad con la canción «Soy rebelde» en 1971. El disco contiene sencillos previos a su lanzamiento y fue producido por Rafael Trabucchelli.
Los estilos musicales que destacan son el folk americano que alude al grupo Pic-Nic y la balada-pop propia de esos años. Estos estilos tuvieron un acompañamiento orquestal completo e incluso original donde Jeanette canta con un timbre «adolescente». Las canciones hablan de rebeldía, tristeza, amor y sus letras fueron compuestas por Manuel Alejandro, José Luis Perales, la propia cantante, entre otros. 
En términos generales Palabras, promesas... obtuvo reseñas mixtas de los críticos y periodistas musicales que inicialmente desestimaron las técnicas vocales de Jeanette y que en el álbum existen temas interesantes. Varios de los sencillos de Palabras, promesas... tienen versiones gracias a su impacto social.

## Antecedentes

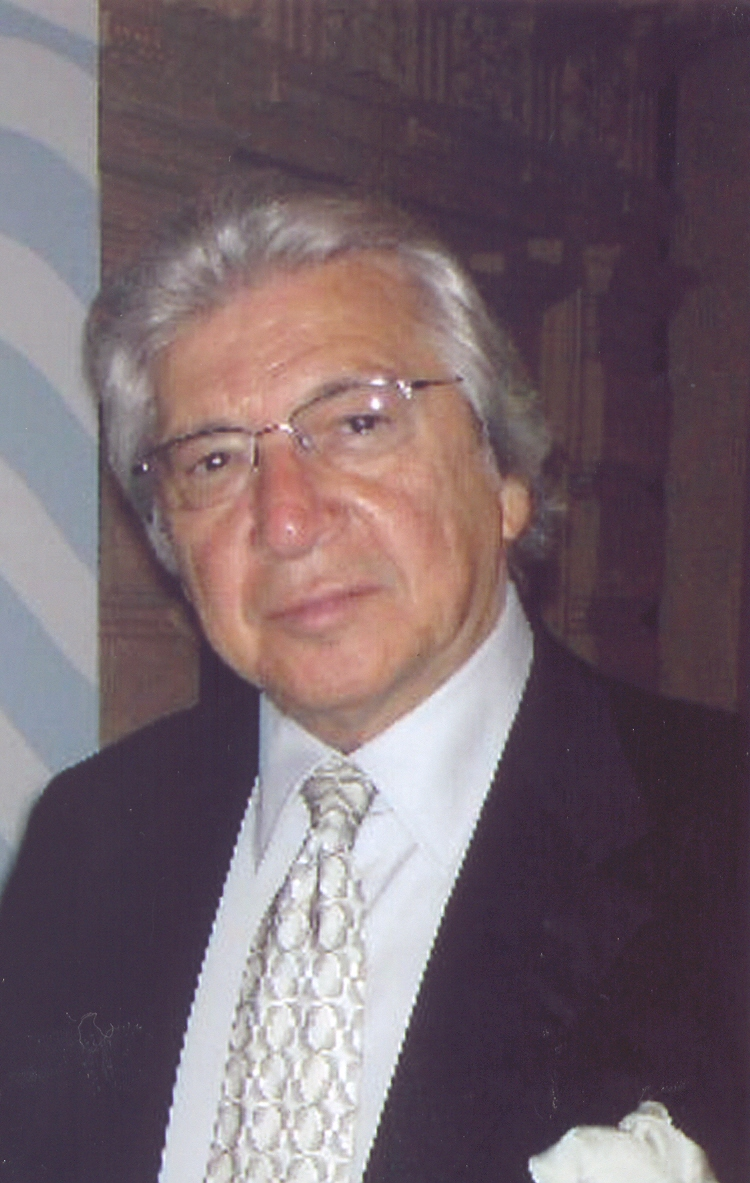
Manuel Alejandro autor de «Soy rebelde».

Jeanette abandono el grupo folk Pic-Nic donde era vocalista y desapareció de la escena musical. Casada y viviendo en Austria fue buscada por la discográfica Hispavox para convencerla de firmar un contrato como solista en España, el cual acepta. A su regreso, Manuel Alejandro (quien ya tenía trayectoria como compositor) le presenta un EP de dos canciones de escaso éxito grabadas en México. Jeanette se negó al proyecto por diferencias con el estilo musical ya que creyó que volvería a grabar música folk. Luego de tres semanas, Jeanette aceptó grabarlas para no perder su contrato musical.
«Soy rebelde» fue el tema a promocionar en octubre de 1971. Jeanette no espero que la canción estuviera en los primeros lugares de Argentina, Colombia, España y Perú y no entendía su repentina fama. «Soy rebelde» certificó disco de oro en España y su discográfica lo editó en inglés, japonés y francés. En agosto de 1972 Hispavox lanza «Estoy triste», canción fiel al perfil del anterior sencillo y entró al listado musical español y ecuatoriano que mantiene a la cantante en la escena musical. Con ese éxito se editó un LP con las canciones ya grabadas y nuevos temas en español e inglés. José Luis Perales (que no era cantante) escribe dos canciones y una de ellas fue escogida para titular el disco. 
Las sesiones de grabación fueron en los estudios de Hispavox ubicado en la calle Torrelaguna 102 - Madrid 27 siendo producido por Rafael Trabucchelli. Los arreglos musicales estuvieron a cargo de Waldo de los Ríos en los temas «Soy rebelde»/«Oye mamá, oye papá» , Eddy Guerin en «Estoy triste»/«No digas nada» y Juan Márquez en los restantes.

## Composición y lanzamiento
Según Julián Molero (crítico de lafonoteca) «Soy rebelde» y «Estoy triste» presentan un acompañamiento orquestal completo e incluso original. «Soy rebelde» posee melodías de piano, instrumentos de viento y violines. José Luis Perales dio los temas «Palabras, promesas...» y «Escucha». La primera inicia con un simple arpegio de guitarra y un toque de triángulo que gana densidad en el estribillo mientras que en la segunda, la guitarra sigue el estilo folk pop. Para recordar a Pic-Nic, Juan Márquez relaboro el sonido de tres canciones de aquel grupo. «No digas nada» (autoría propia de la cantante) y «Society's child», un éxito de Janis Ian (que anteriormente fue titulado como «Él es distinto a ti» en el único disco de Pic-Nic) tuvieron un tratamiento orquestal y «Amanecer» una versión pop-folk.  «What have they done to my song, ma?» de Melanie Safka es incluida a gusto de Jeanette ya que la cantaba en sus presentaciones en vivo y se sentía identificada con ella. «Underneath the mango tree» perteneciente al soundtrack de la película Dr No recibe el nombre de «Debajo del platanero» y es cantada en inglés.
En mayo de 1973 se lanzó en España Palabras, promesas... Las sesiones fotográficas estuvieron a cargo de Elías y Juan Dolcet y en ellas Jeanette es retratada en un bosque. Este disco se editó en formato LP de 33 RPM y según Discogs se distribuyó en España, Ecuador y Venezuela. En 1979 Hispavox lo editó en casete y en 1982 en formato compilado para España y Estados Unidos con diferente portada.

## Recepción

### Crítica

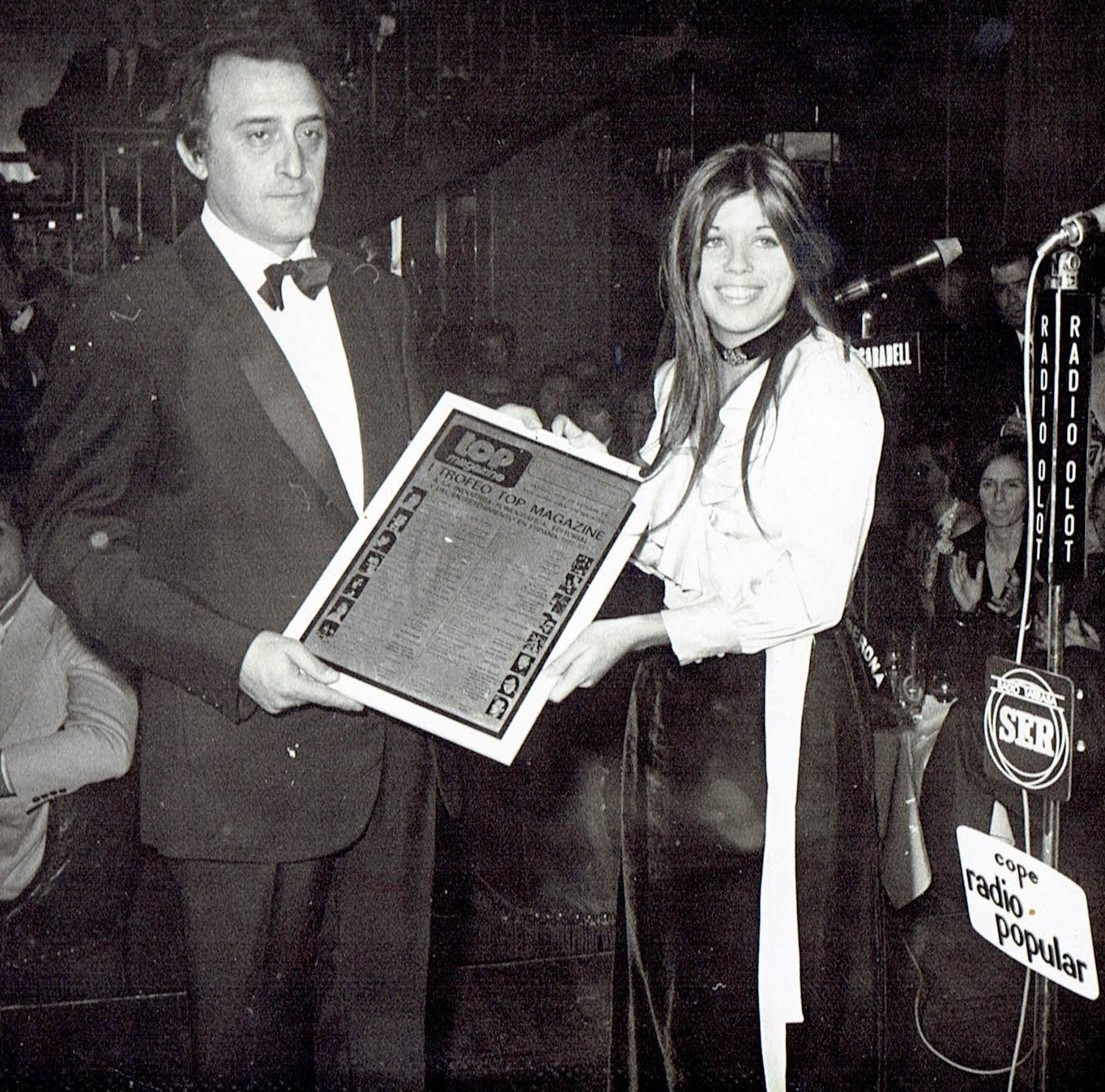
Jeanette en la entrega de premios de la revista Top Magazine en 1973.

Palabras, promesas... tuvo crítica mixta en su año de lanzamiento y fue desestimado por la técnica vocal de la cantante aunque en los últimos años cuenta con crítica promedio. José Ramón Pardo, periodista del diario ABC de España indicó que Trabucchelli es el artífice del éxito de Jeanette en canciones como «Soy rebelde» o «Estoy triste» y que la producción es un asunto de laboratorio de sonido. Pardo concluye que la canción «Palabras, promesas...» son otros cuatro minutos de voz apagada y melodía limitada que demuestra que Jeanette no es cantante y que Trabucchelli es productor. El diario La Vanguardia Española hace un comentario a la canción «Palabras, promesas...» diciendo que es la prueba de que se puede grabar un disco sin tener voz ni técnica al cantar una canción infantil con el candor de una colegiala adolescente que juega como carta de presentación de la cantante.
En 2005 José Ramón Pardo hizo otra crítica a este álbum en su libro Historia del pop español comentando que de todas las canciones destaca «Soy rebelde» que hizo entrar a Jeanette con buen pie en el mundo de los solistas. Molero hizo varias críticas a las canciones de Palabras, promesas.... Según él, «Soy rebelde» tiene un premeditado tono de copia de la canción «Cállate niña» y que «Estoy triste» es una bella balada con un original tratamiento orquestal y posiblemente superior a «Soy rebelde» pero concluye que su fracaso radica en la extensión excesiva de la canción. Molero afirma que «Palabras, promesas...» es una balada apropiada a la voz de Jeanette, que en «Debajo del platanero» la voz de Jeanette está llena de dulzura y no es exenta y finaliza con «Escucha» al señalar que es uno de esos temas interesantes perdidos en la cara B de cualquier LP que puede merecer mayores honores. En 2019 el periodista Felipe Cabrerizo indicó que en «Soy rebelde» funciona la combinación de «composición excelente» de Manuel Alejandro más los «arreglos cristalinos» de Waldo de los Ríos y «la voz lánguida» de Jeanette.

### Comercial
En 1973 Jeanette se presentó en algunos programas televisivos de España como Luces en la noche y Estudio abierto. En una presentación actuó junto al cantante Luis Aguilé y realizó el musical de «What have they done to my song, ma?». En febrero de 1974 Jeanette viajó a Sudamérica para promover su música y le proponen grabar dos películas. En Chile se grabó el videoclip de «Palabras, promesas...» y tuvo presentaciones en el Festival de Viña del Mar cantando «Soy rebelde» y «Estoy triste». Pese a esto Palabras, promesas... tuvo una recepción comercial escasa y no vendió lo estimado.

### Legado

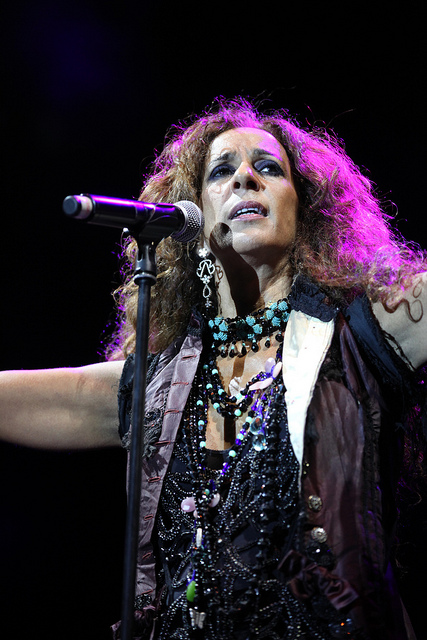
Rosario Flores hizo su versión de «Soy rebelde» (2009).

Las canciones de Palabras, promesas...  han influido en la escena musical como puntal del folk hispano y marcaron los patrones juveniles de esos años. El sencillo principal «Soy rebelde» ha sido versionada por numerosos artistas, orquestas, películas y series de televisión entre las cuales destacan las de Albert Pla, Pastora Soler junto con India Martínez y Rosario Flores. En 2008 Pla mencionó que «Soy rebelde» era uno de sus miedos de pequeño. En 2009 Flores comento que «Soy rebelde es una canción que todos cantábamos de pequeños». Tras su publicación la censura tardofranquista evito que sea cantada en presencia de menores de 16 años al alegar que su letra era subversiva con metáforas ineludibles a la dictadura franquista pero se apelo por la nacionalidad británica de Jeanette. El escritor peruano Fernando Iwasaki señaló en su libro El descubrimiento de España que «Soy rebelde» fue una canción sublevante que fomento en el Perú la autonomía y la disidencia de las mujeres. En una reseña de la revista chilena Qué Pasa los adolescentes y jóvenes de aquella época categorizaron a «Soy rebelde» como un verdadero himno juvenil.
«Oye mamá, oye papá» es una recriminación a los padres que castigan a sus hijos puesto que la vida ya los castigará. El conjunto infantil La Pandilla hizo una versión de «Estoy triste» para su álbum La pandilla (1973) y como compositora firma Ana Magdalena.
En 2015 la discográfica independiente Plastilina Records produjo el disco digital Contemplaciones: Homenaje Iberoamericano a Jeanette el cual le rinde tributo a la música de Jeanette y en él hay nuevas versiones de algunos temas de este LP. En 2019 el sello británico Ace Records lanzó en el Reino Unido una antología de canciones que Jeanette grabó desde 1967 hasta 1983 y en él aparecen algunos temas de este LP.

## Lista de canciones
Lado "A"
| N.º | Título                                                                       | Escritor(es)              | Duración |  |
| 1.  | «Palabras, promesas»                                                         | José Luis Perales         | 4:11     |  |
| 2.  | «Amanecer»                                                                   | J. Soler / R. Turia       | 3:20     |  |
| 3.  | «¿Qué le han hecho a mi canción mama?» «What have they done to my song, ma?» | Melanie Safka             | 3:31     |  |
| 4.  | «No digas nada»                                                              | R. Turia / Janette Dimech | 2:55     |  |
| 5.  | «Debajo del platanero» (Underneath the mango tree)                           | M. Norman                 | 2:35     |  |

Lado "B"
| N.º | Título                                  | Escritor(es)      | Duración |  |
| 1.  | «Soy rebelde»                           | M. Alejandro      | 3:14     |  |
| 2.  | «El es distinto a ti» «Society's Child» | Janis Ian         | 3:21     |  |
| 3.  | «Estoy triste»                          | M. Alejandro      | 4:03     |  |
| 4.  | «Escucha»                               | José Luis Perales | 3:41     |  |
| 5.  | «Oye mamá, oye papá»                    | M. Alejandro      | 3:24     |  |

## Formatos
| Año  | Formato | Descripción                                                               |
| ---- | ------- | ------------------------------------------------------------------------- |
| 1973 | Vinilo  | Incluye 10 canciones. Su distribución fue en España, Ecuador y Venezuela. |
| 1979 | Casete  | Incluye 10 canciones. Solo se distribuyo en España.                       |
| 1982 | Vinilo  | Incluye 10 canciones. Su distribución fue en España y en Estados Unidos.  |

## Créditos y personal
- Grabación: Torrelaguna 102 - Madrid 27.

Producción
- Rafael Trabucchelli: productor discográfico
- Waldo de los Ríos, Eddy Guerin y Juan Márquez: arreglos y dirección musical.
- Jeanette: artista principal, voz, coros y compositora.
- Manuel Alejandro: compositor.
- José Luis Perales: compositor.
- Janis Ian: compositora.
- Melanie Safka: compositora
- Monty Norman: compositor.
- Rafael Turia: compositor y adaptación «No digas nada».
- Toti Soler: compositor.

Diseño
- Elías Dolcet y Juan Dolcet: fotografía.

Compañías discográficas
- HISPAVOX: compañía discográfica (1973, 1979 y 1982).
- CBS Records: distribución (1982 en Estados Unidos).

Fuentes: Discogs y notas del álbum.